# Phare de Plover Scar
Le phare de Plover Scar (aussi connu en anglais : Abbey Lighthouse) est un phare situé à l'entrée de l'estuaire de la rivière Lune, près de Cockersand Abbey (en), dans le comté du Lancashire en Angleterre.
Ce phare est géré la Lancaster port Commission.

## Histoire
Ce phare a été construit en 1847, comme lumière inférieure (Low Light) d'une paire de lumières de pointe. La lumière supérieure (High Light), connue sous le nom de Cockersand Lighthouse, se tenait à côté du chalet de Abbey Lighthouse sur Slack Lane et était à l'origine une tour en bois, plus tard remplacée par une balise en métal. Les deux lumières servaient d'aide à la navigation dans l'estuaire de la rivière Lune, pour atteindre Glasson Dock (en) puis, via le canal de Lancaster vers le port de Lancaster. La lumière de Plover Scar marque l'affleurement rocheux au bord du chenal en eau profonde dans l'estuaire. Le 5 mars 2016, le phare a été heurté par un navire de commerce et il a subi une restauration.
Le phare se compose d'une tour en pierre conique blanche de 8 mètres de haut, avec une lanterne noire et des galeries jumelles. Il est érigé sur un récif qui est découvert à marée basse. Avec une hauteur focale de 6 m au-dessus du niveau de la mer, la lumière peut être vue pour 6 milles marins (11 km). Sa caractéristique lumineuse se compose d'un flash de lumière blanche toutes les deux secondes. Le phare est entretenu par l'autorité portuaire de Lancaster.
Avant l'automatisation de 1951, les gardiens du phare et leurs familles vivaient dans le chalet à côté du phare de Cockersand. À l'origine, le logement avait été incorporé dans la base de la structure du phare, mais a été remplacé par le chalet qui s'y trouve encore aujourd'hui. Les gardiens ont maintenu les deux phares, traversant Plover Scar à marée basse.
Identifiant : ARLHS : ENG-315 - Amirauté : A4876- NGA : 114-5144.
|                        |
| Le phare à marée haute |

|                        |
| Le phare à marée basse |

### Lien connexe
- Liste des phares en Angleterre